# Antillolpium
Genre
Antillolpium est un genre de pseudoscorpions de la famille des Olpiidae.

## Distribution
Les espèces de ce genre sont endémiques des Antilles.

## Liste des espèces
Selon Pseudoscorpions of the World (version 3.0) :
- Antillolpium cubanum Muchmore, 1991
- Antillolpium hummelincki Muchmore, 1991

## Publication originale
- Muchmore, 1991 : Pseudoscorpions from Florida and the Caribbean area. 15. Antillolpium, a new genus with two new species in the western Antilles (Pseudoscorpionida: Chthoniidae). Caribbean Journal of Science, vol. 27, no 1/2, p. 23-27.